# Marina Popular de Corea
La Fuerza Naval del Ejército Popular de Corea (en hangul, 조선인민군 해군; en hanja, 朝鮮人民軍 海軍; McCune-Reischauer, Chosŏn-inmingun Haegun; literalmente, «Armada Militar Popular de Corea»; o Marina Popular de Corea; MPC) es la Armada de Corea del Norte. El Ejército Popular de Corea está compuesto por las Fuerzas Terrestres del Ejército Popular de Corea, la Fuerza Aérea Popular de Corea y la Marina Popular de Corea. Fue establecida el 5 de junio de 1946. El personal de la armada era hasta los años 1990 de entre 40.000 y 60.000 efectivos, siendo actualmente de 46.000 aproximadamente. Cuenta con aproximadamente 967 de fuerza naval de diverso navíos, incluyendo 8 fragatas, 86 submarinos y 416 lanchas rápidas lanzamisiles.
La armada de Corea del Norte es considerada una “Marina de aguas marrones”, y funciona principalmente dentro de la zona de exclusión de 50 kilómetros. La flota se divide en dos escuadrones, uno este y uno oeste, los cuales no pueden apoyarse mutuamente en caso de sucederse una guerra con Corea del Sur. La limitada autonomía de sus navíos significa que incluso en tiempos de paz es imposible para un barco con base en una costa visitar la otra.

## Historia
La historia de la Marina Popular es corta comparada con otras armadas modernas. La misma comienza con la creación de la “Fuerza de Seguridad Marítima” el 5 de junio de 1946. . La Academia de la Patrulla Marina fue establecida en Wonsan en junio de 1947 para entrenar y comisionar un cuerpo profesional de oficiales navales.

formalmente como una fuerza naval y esta fecha fue elegida para conmemorar el Día de la Armada hasta que el mismo fue cambiado al 5 de junio en 1993.

### Batallas y Operaciones
- Desembarco cerca de Kangnung y Samcheok (25-26 de junio de 1950)
- Batalla de Jumunjin (2 de julio de 1950)
- Batalla de Haeju (10 de septiembre de 1950)
- Infiltración de Gangneung (17 de septiembre – 5 de noviembre de 1996)
- Batalla de Yosu (17-18 de diciembre de 1998)
- Primera Batalla de Yeonpyeong (9-15 de junio de 1999)
- Batalla de Amami-Ōshima (22 de diciembre de 2001)
- Segunda Batalla de Yeonpyeong (29 de junio de 2002)
- Batalla de Daecheong (10 de noviembre de 2009)
- Incidente de Baengnyeong (26 de marzo de 2010)

### Desembarco cerca de Kangnung y Samcheok
El 25 de junio de 1950 tropas norcoreanas invaden Corea del Sur. En la mañana del 25 de junio un vapor norcoreano (un ex transporte norteamericano de 1000 toneladas, llevado al norte por comunistas surcoreanos en octubre de 1949) trató de desembarcar 600 hombres a unos 28 kilómetros de Pusan, pero fue visto y hundido por la patrullera Bak Du San (PC 701) de la armada de Corea del Sur. Esta fue la primera acción naval de superficie de la guerra de Corea. Al mismo tiempo un convoy del norte (2 cazasubmarinos, 1 dragaminas y 20 goletas) comenzó a desembarcar 4 batallones en el área de Kangnung, otro convoy (2 dragaminas, 1 patrullero y 1 cazasubmarinos) hizo lo mismo con guerrillas comunistas cerca de Samcheok. El dragaminas ROK YMS-509 del sur, que patrullaba el área cerca de Okgye, trató de prevenir el desembarco, pero luego de un corto intercambio de fuego con el Dragaminas No 31, fue forzado a retirarse al sur. En esta operación la marina norcoreana perdió 1 transporte y dos goletas, estas últimas hundidas por el ROK YMS-509.

### Batalla de Chumonchin Chan
El 2 de julio de 1950, a las 06:15 de la mañana el Grupo de Soporte a Corea del Sur, compuesto por los cruceros USS Juneau y HMS Jamaica y la fragata HMS Black Swan, divisaron un convoy norcoreano (4 lanchas torpederas, 2 cañoneras y 10 pesqueros transportando munición) yendo en dirección a Chumonchin. Cuando los cruceros pusieron velocidad para interceptarlos, las lanchas torpederas viraron para atacar. El intercambio de fuego comenzó a una distancia de 11,000 yardas, y para cuando la distancia se había acortado a 4,000 una lancha había sido hundida (No 24) y otra detenida (No 22), una tercera se dirigía hacia la playa (No 23) y la cuarta (No 21) escapó hacia el mar. Al final tres lanchas torpederas y ambas cañoneras fueron destruidas y el HMS Jamaica tomó dos prisioneros. Siguiendo este primer encuentro con la Marina del norte, y como consecuencia del mismo, los cruceros bombardearon baterías costeras en Kangnung.

#### Propaganda

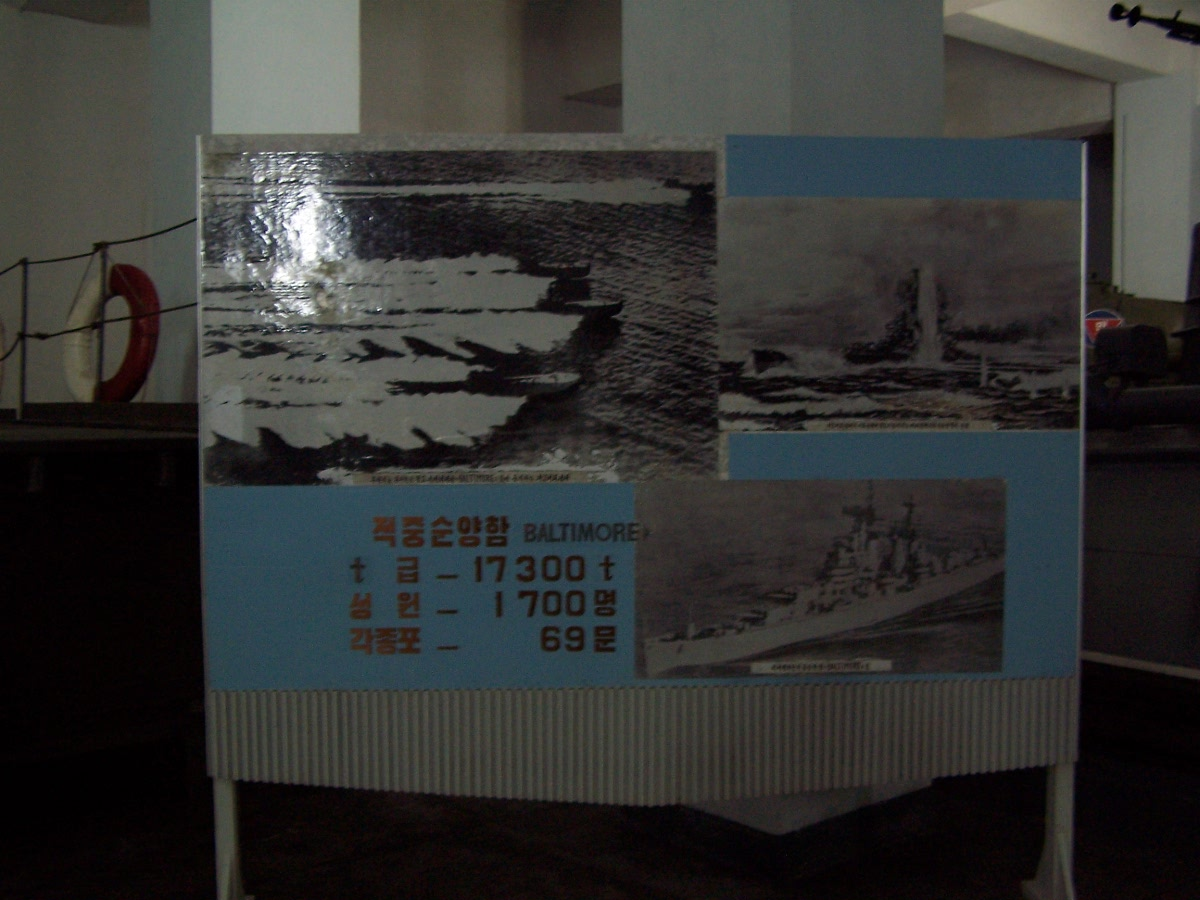
Póster propagandístico asegurando el hundimiento del USS Baltimore.

Un museo militar en Pionyang mantiene una exhibición que asegura que sus naves hundieron al USS Baltimore (CA-68) el 2 de julio de 1950, durante la guerra de Corea. Aseveran que el crucero fue atacado y hundido por cuatro lanchas torpederas, de las cuales una es conservada en el museo. De hecho, el Baltimore nunca fue enviado a Corea, ni participó en ninguna acción de combate una vez finalizada la Segunda Guerra Mundial. La verdadera acción ocurrió cuando el USS Juneau (CL-119) y otros dos buques ingleses destruyendo un convoy norcoreano que transportaba suministros.

## Organización
De acuerdo con la edición de 1997 del “North Korea Country Handbook”, publicado por la Agencia de Inteligencia de la Defensa:
“La Marina Popular de Corea (MPC), compuesta por unos 144.000 hombres, es principalmente una armada costera. La MPC está organizada en dos flotas: La Flota de la Costa Este, con ocho comandos operacionales; y la Flota de la Costa Oeste, con cinco comandos operacionales. La Flota de la Costa Este tiene sus cuarteles generales en Toejo Dong y cuenta con bases mayores en Rasŏn y Wonsan. La Flota de la Costa Oeste tiene sus cuarteles generales en Nampo, contando con bases mayores en Pipagot y Sagon Ni. Numerosas bases más pequeñas están localizadas a lo largo de ambas costas. La flota no intercambia navíos debido a que las limitaciones geográficas hacen el soporte mutuo casi imposible. La MPC no posee un cuerpo de Infantería de Marina o Aviación Naval. Las operaciones anfibias son llevadas a cabo por unidades pertenecientes a la Fuerza de Operaciones Especiales de Corea del Norte en adición con personal naval.”
De Acuerdo a al Servicio de Inteligencia Nacional de Corea del Sur (en 1999):
“La Armada de la República Popular Democrática de Corea está dividida en una Flota para el mar del este (10 escuadrones) y otra para el mar del oeste (6 escuadrones), con un personal de 148.000 hombres.
La flota de Corea del Norte consiste aproximadamente de 630 naves de combate (patrulleras, lanchas lanzamisiles, torpederas, buques para apoyo de fuego, destructores, fragatas, corbetas y tres cruceros), 100 submarinos y 340 navíos de apoyo (buques de desembarco, hovercraft). De igual manera que las fuerzas terrestres, el 60% de las naves están estacionadas cerca de la línea de demarcación. 
Corea del Norte ha construido y está operando más de 130 Hovecraft, cada uno capaz de transportar un pelotón de fuerzas especiales y de operar libremente en terreno dificultoso, como pisos de marea y que pueden usarse para múltiples desembarcos por parte de las fuerzas especiales en caso de estallar una guerra.”
The Times sitúa el total de la armada en 2009 en “420 buques de combate y 60 submarinos.”

## Inventario
La edición de 1997 del “North Korea Country Handbook”, publicado por la Agencia de Inteligencia de la Defensa, evaluaba a la MPC de la siguiente forma:
La mayoría de las naves de la MPC son navíos del tamaño de patrulleras incapaces de operar más allá de 50 millas náuticas de la costa, pero útiles para vigilar sus aguas territoriales. Las numerosas embarcaciones anfibias y minisubmarinos pueden ser usadas para insertar clandestinamente fuerzas especiales dentro de la República de Corea. Corea del Norte también mantiene unidades de artillería costera y sitios con misiles. La artillería de defensa costera incluye sistemas de 122 mm, 130 mm y 152 mm. Los misiles de defensa costera basados en tierra incluyen los sistemas SSC-2B SAMLET, CSSC-2 SILKWORM, y CSSC-3 SEERSUCKER.
El sistema de armas más efectivo son las aproximadamente 43 patrulleras lanzamisiles equipadas con el misil antibuque SS-N-2A STYX (o su copia china, el CSS-N-1 SCRUBBRUSH).
A pesar de que su pequeño tamaño las limita a actuar en aguas costeras o mar calmo, tienen la capacidad de responder rápidamente a una aproximación a la costa por parte de un Comando de Fuerzas Combinadas. La MPC tiene 12 patrullas lanzamisiles Clase OSA-1, 10 versiones locales de las OSA-1 llamadas SOJU y otras 19 lanchas lanzamisiles de ataque rápido; las OSA y SOJU están equipadas con cuatro lanzadores de misiles CSS-N-1, con un alcance máximo de 25 millas náuticas y cuentan con radar o buscadores infrarrojos.
Una gran parte de la MPC consiste en pequeñas unidades de combate, incluyendo torpederas, barcos de patrulla, buques de ataque rápido y pequeñas naves anfibias de desembarco. De las aproximadamente 200 torpederas, cerca de la mitad son de fabricación local. La mayoría están equipadas con cañones de 20 a 37 mm. Corea del Norte construyó al menos 62 unidades de patrulla y apoyo de fuego Clase Chaho. Este navío único posee una lanzadora de cohetes múltiple en el centro de su cubierta para proveer fuego de apoyo a tropas en tierra o atacar otras unidades de superficie.
Se estima que el inventario de submarinos de ataque de la armada incluye 4 submarinos Clase Whiskey ex soviéticos, 22 Clase Ming chinos y de fabricación local. Los Whiskey’s, adquiridos en los años 60’, pueden cargar 12 torpedos y 24 minas. Poco después de entregar los primeros Romeo’s a inicios de los 70’, China ayudó a Corea del Norte a comenzar su propio programa de construcción de submarinos Clase Romeo. Los Romeo están bien equipados, poseen un sonar mejorado y cargan 14 torpedos y 28 minas.
Hasta la fecha, Corea del Norte ha producido localmente más de 200 lanchas de desembarco de personal. Esto incluye, aproximadamente, 100 de la Clase Nampo, basadas en el casco de las antiguas torpederas soviéticas P-6. Las Nampo tienen una velocidad máxima de 40 nudos (74 km/h) y una autonomía de 335 millas náuticas (620 km) a 28 nudos (52 km/h).
Estas lanchas proveen una limitada capacidad anfibia, pudiendo transportar cada una 30 hombres con equipo de combate básico. Un desembarco contra el Comando de Fuerzas Combinadas probablemente sea a pequeña escala, con dos a seis Nampo’s llevando a cabo desembarcos clandestinos; Chaho u otro barco pudiendo proveer fuego de apoyo. Otras unidades anfibias incluyen 8 buques de desembarco medianos Clase Hantae, que puede llevar 3 o 4 tanques ligeros y aproximadamente 125 Hovercraft Clase Kong Bang.
La marina tiene una capacidad creíble de llevar a cabo una guerra de minas. Tiene numerosos barcos de superficie pequeños capaces de minar sectores militares y civiles. Las minas pueden ser usadas para defenderse de asaltos anfibios, proteger puertos estratégicos y asegurar los flancos marítimos para las fuerzas terrestres. Las áreas minadas para la defensa serán monitoreadas por equipos de observación en la costa y por radar y recibirán apoyo de baterías de artillería y misiles costeros bien emplazados. Esto puede hacer las operaciones de acercamiento y limpieza de minas una tarea peligrosa. Corea del Norte posee un gran inventario de minas antiguas, experiencia histórica significativa con su efectividad y más importante, la voluntad para usarlas.

## Flota

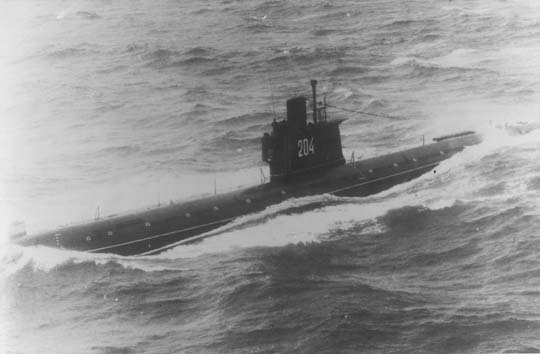
Submarino Clase Romeo.

La siguiente información es, posiblemente, incompleta dado que la información sobre el Ejército Popular de Corea es muy poca. Muchos de los navíos son de construcción soviética o china, algunos datan de la década de los 30’, pero con modificaciones extensas.

### Submarinos
| Tipo                         | Clase                 | País de Origen  | En servicio activo |
| ---------------------------- | --------------------- | --------------- | ------------------ |
| Minisubmarino diésel costero | Clase Sang'o          | Corea del Norte | 32                 |
| Submarino Diésel             | Clase Ming (Tipo-031) | China           | 22                 |
| Submarino Diésel-eléctrico   | Clase Whiskey         | Unión Soviética | 4                  |

Nota: De acuerdo a la prensa especializada, “La milicia de Corea del Norte posee una flota de aproximadamente 70 submarinos, compuesta de alrededor de 20 submarinos Clase Romeo (1.800 tons), 40 submarinos Clase Sango (300 tons) y 10 submarinos enanos como los Clase Yeono (130 tons).""
Hundimiento de un submarino norcoreano desconocido en 2016
El 11 de marzo de 2016, CNN y US Naval Institute News informaron que funcionarios estadounidenses anónimos creían que un submarino norcoreano se había perdido en el mar de Japón. Según los informes, el ejército de EE. UU. había estado observando el submarino cuando se "detuvo" antes de que los satélites, aviones y barcos estadounidenses observaran a la armada de Corea del Norte buscando en el área.

### Fragatas y Corbetas
| Tipo                           | Clase         | País de Origen                         | En servicio activo |
| ------------------------------ | ------------- | -------------------------------------- | ------------------ |
| Fragata ligera                 | Clase Najin   | República Popular Democrática de Corea | 2                  |
| Fragata Catamarán Experimental | Clase Soho    | República Popular Democrática de Corea | 1                  |
| Corbeta                        | Clase Sariwon | República Popular Democrática de Corea | 4                  |
| Corbeta                        | Clase Tral    | República Popular Democrática de Corea | 2                  |

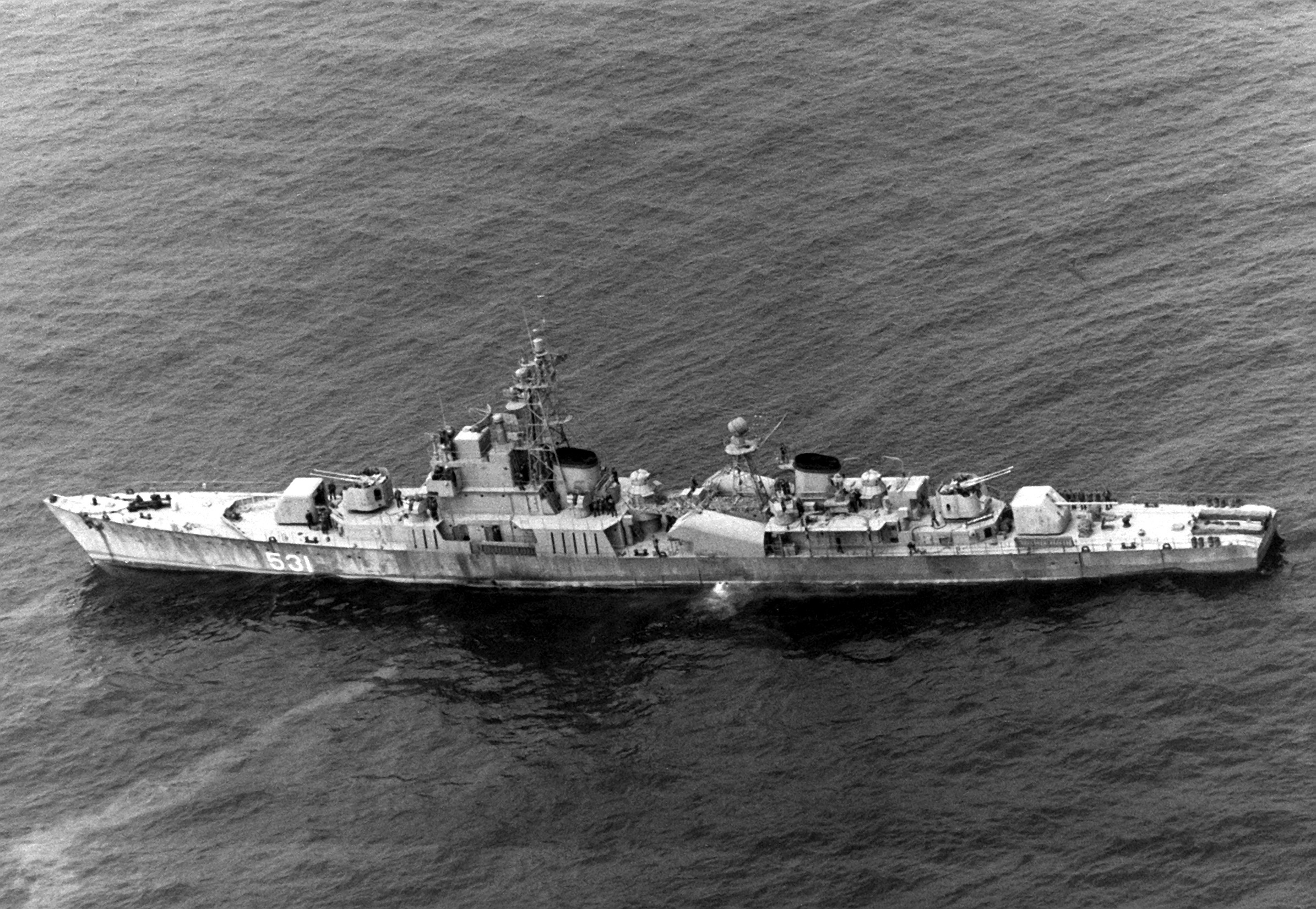
Fragata Clase Najin

Nota: en 2025 estaban en construcción la clase Choe Hyon.
Nota: Imágenes satelitales recientes indican que el casco de una fragata Clase Krivak arribó a Corea del Norte alrededor del año 2003. El barco, se supone, fue comprado a chatarreros rusos, sin armas o sistemas de radar a bordo. Se asumía que los norcoreanos lo desguazarían para vender el metal, pero permaneció en su estado original durante cinco años y fue transportado desde Wonsan al Puerto Nampo recientemente. Como el casco permanece intacto se cree que Corea del Norte tiene planes para reinstalar sistemas de armas (incluyendo provisiones para helicópteros, cañones navales o incluso su uso como base de pruebas para un nuevo misil anti-buque) en el casco, transformándolo subsecuentemente en el buque insignia de la flota. Esta teoría es reforzada por el hecho de que existe un astillero naval cerca del Puerto Nampo.
De todas maneras, el buque sigue en su estado original.

### Barcos Torpederos y Barcos lanzamisiles

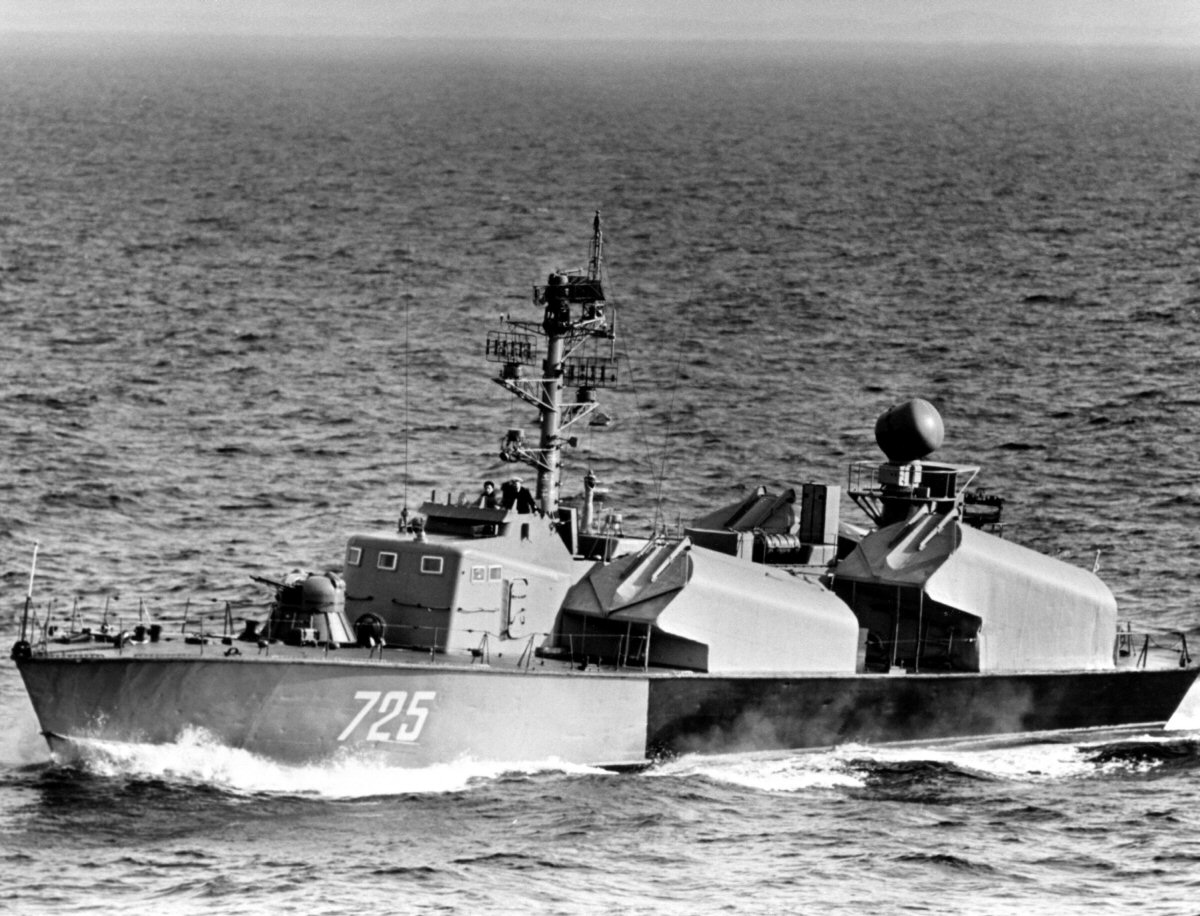
Lancha lanzamisiles Clase Osa.

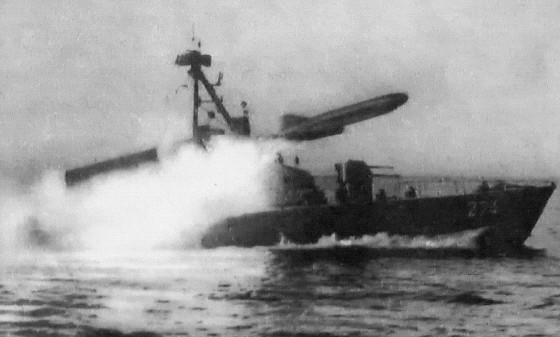
Lancha lanzamisiles Clase Komar disparando un misil P-15 Termit.

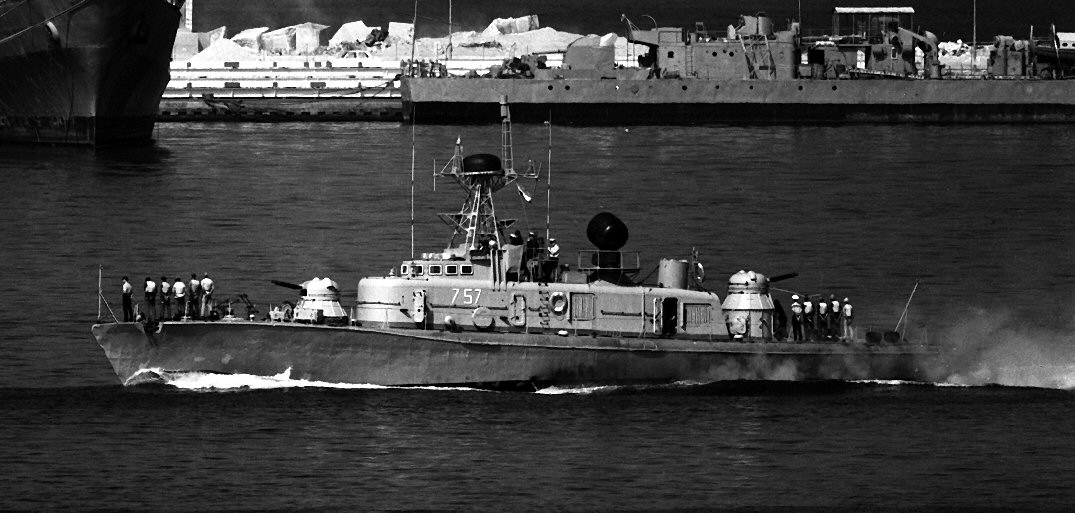
Torpedera Clase Shershen de la Armada de Egipto.

| Tipo                | Clase                    | País de Origen                                          | En servicio activo |
| ------------------- | ------------------------ | ------------------------------------------------------- | ------------------ |
| Lancha lanzamisiles | Clase Soju/Osa I         | República Popular Democrática de Corea                  | 8                  |
| Lancha lanzamisiles | Clase Huangfeng          | República Popular de China                              | 4                  |
| Lancha lanzamisiles | Clase Sohung/Komar       | Unión Soviética/ República Popular Democrática de Corea | 6                  |
| Lancha lanzamisiles | Clase Komar              | Unión Soviética                                         | 6                  |
| Torpedera           | Clase Shershen           | Unión Soviética/ República Popular Democrática de Corea | 3                  |
| Torpedera           | Clase Sinnam             | República Popular Democrática de Corea                  | N/A                |
| Torpedera           | Clase Sin Hung / Ku Song | República Popular Democrática de Corea                  | 142                |
| Torpedera           | Clase P-6                | República Popular Democrática de Corea                  | 12                 |
| Torpedera           | Clase Ku Song class      | República Popular Democrática de Corea                  | 60                 |

## Escalafón naval

### Marinería y suboficiales navales
|                            | Rangos del suboficiales | Rangos del suboficiales | Rangos del suboficiales | Rangos del suboficiales | Rangos del personal de marinería | Rangos del personal de marinería | Rangos del personal de marinería | Rangos del personal de marinería |  |
| -------------------------- | ----------------------- | ----------------------- | ----------------------- | ----------------------- | -------------------------------- | -------------------------------- | -------------------------------- | -------------------------------- |  |
|                            |                         |                         |                         |                         |                                  |                                  |                                  |                                  |  |
| Rangos en a lengua coreana | T'ŭkmu-sangsa 특무상사  | Sangsa 상사             | Chungsa 중사            | Hasa 하사               | Sanggŭp-pyŏngsa 상급병사         | Chungŭp-pyŏngsa 중급병사         | Hagŭp-pyŏngsa 하급병사           | Chŏnsa 전사                      |  |
| Rangos                     | Suboficial principal    | Suboficial primero      | Suboficial              | Oficial del Mar         | Cabo primero                     | Cabo                             | Marinero de primera              | Marinero                         |  |

### Oficiales navales
|                             | Oficiales almirantes  | Oficiales almirantes | Oficiales almirantes | Oficiales almirantes | Oficiales navales (subalterno y superior) | Oficiales navales (subalterno y superior) | Oficiales navales (subalterno y superior) | Oficiales navales (subalterno y superior) | Oficiales navales (subalterno y superior) | Oficiales navales (subalterno y superior) | Oficiales navales (subalterno y superior) | Oficiales navales (subalterno y superior) |
| --------------------------- | --------------------- | -------------------- | -------------------- | -------------------- | ----------------------------------------- | ----------------------------------------- | ----------------------------------------- | ----------------------------------------- | ----------------------------------------- | ----------------------------------------- | ----------------------------------------- | ----------------------------------------- |
|                             |                       |                      |                      |                      |                                           |                                           |                                           |                                           |                                           |                                           |                                           |                                           |
| Rangos en la lengua coreana | Taejang 대장          | Sangjang 상장        | Chungjang 중장       | Sojang 소장          | Taejwa 대좌                               | Sangjwa 상좌                              | Chungjwa 중좌                             | Sojwa 소좌                                | Taewi 대위                                | Sangwi 상위                               | Chungwi 중위                              | Sowi 소위                                 |
| Rangos                      | Almirante de la Flota | Almirante            | Vicealmirante        | Contraalmirante      | Comodoro                                  | Capitán de navío                          | Capitán de fragata                        | Capitán de corbeta                        | Teniente de navío                         | Teniente de fragata                       | Alférez de navío                          | Alférez de fragata                        |